# Symplectoscyphus arboriformis
Symplectoscyphus arboriformis is een hydroïdpoliep uit de familie Sertulariidae. De poliep komt uit het geslacht Symplectoscyphus. Symplectoscyphus arboriformis werd in 1890 voor het eerst wetenschappelijk beschreven door Marktanner-Turneretscher. 